# Lucio Acilio Rufo
Lucio Acilio Rufo  fue un político romano del siglo II.
Tomó parte en el proceso de Vareno Rufo  y alcanzó el consulado sufecto en el año 107  tras ocupar diversos cargos públicos. Fue patrón de Hispellum, Italia, cuyo ordo decurionum le erigió un monumento conmemorativo en Thermae Himereae, Sicilia.